# Municipio de San Agustín Amatengo
El municipio de San Agustín Amatengo es uno de los 570 municipios que conforman al estado mexicano de Oaxaca. Pertenece al distrito de Ejutla, dentro de la región valles centrales. Su cabecera es la localidad de San Agustín Amatengo.

## Geografía
El municipio abarca 63.89 km² y se encuentra a una altitud promedio de 1360 m s. n. m., oscilando entre 2500 y 1300 es atravesado por el río atoyac y regado por varios arroyos y nacimientos naturales de agua afluentes del mismo río, m s. n. m.

## Demografía
De acuerdo al último censo, realizado por el INEGI en 2010, en el municipio habitan 1312 personas, repartidas entre 2 localidades.